# شوبفينسبيتز
شوبفينسبيتز (بالإنجليزية: Schopfenspitz)‏ هو أحد جبال سلسلة جبال الألب البرنية ويقع في كانتون فريبورغ في سويسرا. يحتل المرتبة رقم 368 في قائمة جبال سويسرا من حيث الارتفاع، إذ يبلغ ارتفاعه حوالي 2104 متر، بينما يبلغ ارتفاع نتوء الجبل 537 متر.